# Bellaria-Igea Marina

Position de Bellaria dans la province de Rimini

Bellaria-Igea Marina (Belèria-Igea Marèna en dialecte romagnol) est une commune italienne de la province de Rimini en Émilie-Romagne.

## Géographie
Bellaria-Igea Marina est une cité balnéaire de la riviera romagnole sur la côte Adriatique, le long de la route SS16 qui mène de Ravenne à Ancône, avec également un accès à l’autoroute italienne A14 à l’embranchement de Rimini-nord.
À mi-chemin des villes côtières de Cesenatico et de Rimini, à 5 km de Santarcangelo di Romagna.
Desservie par la ligne de chemin de fer Ferrare-Ravenne-Ancône.

## Climat
Bellaria-Igea Marina, située à l’extrémité méridionale de la Plaine du Pô bénéficie de l’influence du climat méditerranéen et du climat continental tempéré. Les étés sont très chauds et ventilés, peu pluvieux : les précipitations sont concentrées au printemps et en automne. Les hivers sont froids à cause des courants balkaniques qui apportent quelques chutes de neige et des températures basses (comme les trois années consécutives 2009-2010-2011).

## Histoire
Le toponyme de Bellaria apparaît pour la première fois dans un document de 1359, comme nom d’une ferme fortifiée qui se trouvait à côté de l’église de Santa Margherita, près de l’embouchure du fleuve Uso. La localité passa entre diverses mains dont celle des Malatesta. 

À la fin du XIXe siècle, une bourgade composée de maisons de pêcheurs s’étendait sur la rive gauche de l’embouchure du fleuve.

Au début du XXe siècle, Vittorio Belli donna le nom de la déesse Igea, fille d’Asclépios à un village de vacances installé dans la pinède entre le "torrent Uso" et le hameau de "Torre Pedrera". "Marina" fut associée au nom "Igea", quand des colonies d’enfants s’installèrent dans la zone méridionale.

En 1956, Bellaria devint une commune en unifiant cinq frazione de la commune de Rimini: "Bellaria", "Igea Marina", "Bordonchio", "Cagnona" et "Borgata Vecchia".

## Monuments et lieux d’intérêt
- "Casa Rossa" demeure estive de l’écrivain Alfredo Panzini ouverte au public et siège de "Accademia Panziniana".
- "Torre saracena", créée au XVIIe siècle par les pêcheurs, avec à l’intérieur une collection  d’espèces malacologiques.

- "Isola dei Platani", zone exclusivement piétonnière au centre de Bellaria, bordée de commerces et restaurants.

- "Parco del Gelso", parc et vaste espace vert autour d’un lac,
- "Parco Pavese", plage libre située plus au sud, siège de fêtes et manifestations estivales.
- la "piste cyclable et piétonnière" le long du fleuve Uso, longue de 6 km qui mène jusqu’au centre de San Mauro Pascoli. Le parcours est planté d’arbres divers de la région (hêtre, peuplier, saule, pin maritime, arbres fruitiers, plantes exotiques, cannes).
- "villa Torlonia" et l’église Santa Margherita, du XVIIIe siècle, l'ex abbaye Donegallia et le château Benelli du XIIIe siècle et enfin la récente "Fornace di Bellaria".

## Culture

### Personnalités liées à la commune
- Alfredo Panzini
- Raffaella Carrà
- Fausto Pari
- Maurizio Neri
- Raffaella Cavalli
- Ezio Giorgetti
- Francesca Gollini
- Vera Drudi

### Événements
- La fête de sainte Apolline d'Alexandrie le 9 février.

- le "Palio dei Saraceni", manifestation historique en costume d’époque avec arrivée d’une dizaine d’anciennes embarcations et plus de 300 personnages sur le port-canal. Un cortège se déroule sur les principales avenues de la cité avec spectacle de combats médiévaux, musique orientale, etc.
- le " Bellaria Film Festival " depuis plus de 25 ans.
- la "Note rosa", fête estive sur toute la riviera romagnole

## Économie

### Pêche
La traditionnelle activité de la pêche avec 80 embarcations et environ 700 pêcheurs réunis en coopérative, qui pratiquent les différentes catégories de pêche (à la traîne, au chalut, à la nasse, à la volée, au coup, etc.) ainsi que l’ostréiculture (moule, huître).

### Tourisme
Le tourisme balnéaire bénéficie de 500 m de plage et d’une mer peu profonde, des installations balnéaires très organisées (parasol, lit de plage, chaise longue, bar, restaurant, aires de jeux, espaces enfants, etc.).

### Chemin de fer

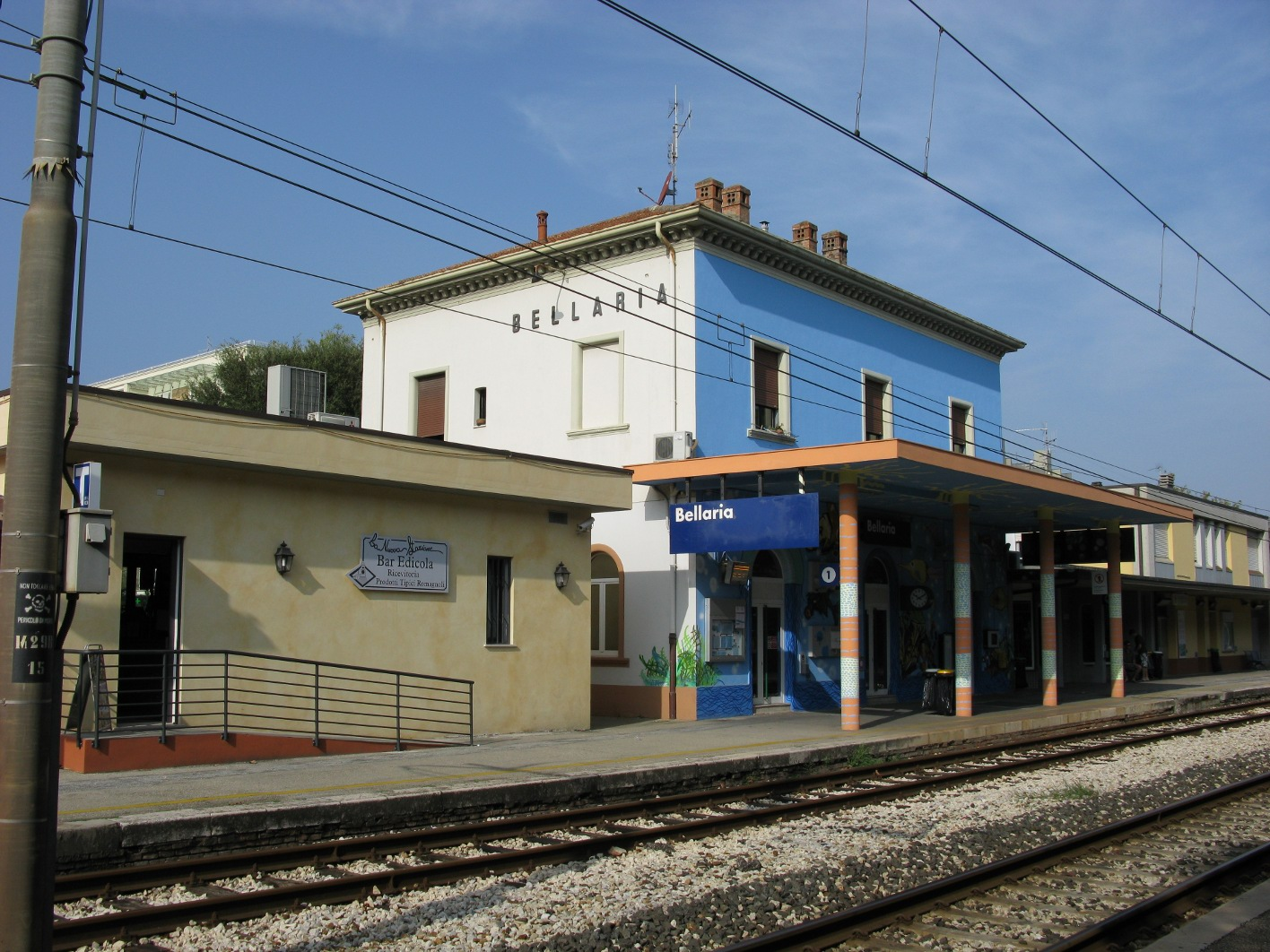
La gare de Bellaria

Le territoire communal est traversé par le chemin de fer Ferrara-Ravenna-Rimini, ouvert au trafic depuis 1889, qui dessert les deux gares de Bellaria et Igea Marina uniquement par les trains régionaux.

## Administration
| Période                                  | Période  | Identité      | Étiquette | Qualité |
| ---------------------------------------- | -------- | ------------- | --------- | ------- |
| 14 juin 2004                             | En cours | Gianni Scenna |           |         |
| Les données manquantes sont à compléter. |          |               |           |         |

### Hameaux
Bellaria, Bordonchio, Borgata Vecchia, Cagnona, Igea Marina

### Communes limitrophes
Rimini, San Mauro Pascoli

## Population

### Évolution de la population en janvier de chaque année
| 1861  | 1901  | 1921  | 1951  | 1961  | 1971   | 1981   | 1991   | 2001   |
| ----- | ----- | ----- | ----- | ----- | ------ | ------ | ------ | ------ |
| 2 921 | 3 807 | 4 906 | 7 290 | 9 443 | 11 281 | 12 350 | 12 813 | 15 409 |

| 2011   | - | - | - | - | - | - | - | - |
| ------ | - | - | - | - | - | - | - | - |
| 19 358 | - | - | - | - | - | - | - | - |

### Ethnies et minorités étrangères
Selon les données de l’Institut national de statistique (ISTAT) au 1er janvier 2011 la population étrangère résidente était de 2 619 personnes.
Les nationalités majoritairement représentatives étaient :
| Pos. | Pays     | Population |
| ---- | -------- | ---------- |
| 1    | Albanie  | 1269       |
| 2    | Roumanie | 368        |